# Войтенко, Михаил Дмитриевич
Михаил Дмитриевич Войтенко (1958, Комсомольск-на-Амуре, Хабаровский край — 1 января 2024, Чонбури) — российский журналист в области морской тематики, главный редактор интернет-издания «Морской бюллетень».
Играл существенную роль в спасении экипажа теплохода «Фаина», освобождении сухогруза «Леман тимбер» и событиях, связанных с захватом «Арктик си»..

## Биография
Получил специальность инженер-судоводитель в Дальневосточном высшем инженерном морском училище им. адмирала Г. И. Невельского. Долгое время работал по специальности, плавстаж около 16 лет.
В 2005 году основал интернет-сайт «Морской бюллетень», который освещает все морские происшествия и катастрофы. Часто привлекается ведущими СМИ и информационными агентствами (Эхо Москвы, ИТАР-ТАСС, РосБизнесКонсалтинг и другие) для освещения вопросов, связанных с морскими катастрофами и пиратством.[значимость факта?]
В 2003 году Михаил Войтенко участвовал в телепередаче на тему: «Пираты XXI. Как с ними бороться», совместно с президентом Ассоциации международного морского права, судьёй Международного трибунала ООН по морскому праву Анатолием Колодкиным[значимость факта?].
В феврале 2008 года Михаил Войтенко отвечает на вопросы прессы, связанные с теплоходом «Лида Демеш». Это судно удерживалось северокорейскими властями, эта ситуация противоречила нормам международного права.
Усилиями российских дипломатов ситуация разрешилась сравнительно быстро, срок задержания составил два дня.[значимость факта?]
В мае 2008 года Михаил Войтенко участвует в решении ситуации с сухогрузом Lehmann Timber, который ходил под германским флагом.
Судно было захвачено сомалийскими пиратами в Арденском заливе 28 мая 2008 года и удерживалось вплоть до 8 июля.
Михаил Войтенко участвовал в передаче радиостанции Эхо Москвы, где удалось организовать прямую телефонную связь с капитаном корабля.
После освобождения освещал инцидент, связанный с остановкой двигателя судна 11 июля.
В период с 25 сентября 2008 по 4 февраля 2009 года ролкер «Фаина» был захвачен сомалийскими пиратами.
Михаил Войтенко был официальным представителем судовладельца, он сообщил в СМИ о начале перевода денег и о факте освобождения команды.
Позже он утверждал, что судно соблюдало безопасный маршрут следования и его захват был не случайным.
С 2009 года работал корреспондентом, обозревателем в «Новой газете», написав за время работы там более сотни статей.
В апреле 2009 года Войтенко одним из первых сообщил детали атаки пиратов на танкер NS Commander в Аденском заливе, консультировал основные новостные каналы, в том числе в Новые Известия и РосБизнесКонсалтинг.
Широкую известность получил эпизод лета 2009 года, связанный с ситуацией вокруг сухогруза Arctic Sea, который Войтенко освещал с 8 августа.
В начале сентября того же года Михаил Войтенко выехал из России в Турцию и далее в Таиланд.
Сразу по отбытии он объяснял свои перемещения служебными командировками, но через пару дней дал интервью интернет-сайту Infox.ru, в котором указал, что истинными причинами исчезновения из страны являются опасения за свою жизнь.
В день крушения теплохода «Булгария» он дал пространное интервью в эфире радио «Коммерсантъ FM», где указал на то, что возраст корабля не мог стать причиной кораблекрушения.
18 декабря 2011 года (в день кораблекрушения) Росбизнесконсалтинг опубликовал мнение Войтенко о крушении платформы Кольская.
По словам Войтенко, после серии публикаций о Кольской ему снова стали поступать угрозы.
В 2012 году было опубликовано мнение о происшествии с судном Chariot: М. Войтенко считал, что к моменту задержания корабль «напетлял по Средиземноморью», побывал в Тартусе (Сирия), Искендеруне (Турция), Сеуту (Испания).
Умер в 2024 году 1 января от инфаркта в Таиланде в провинции Чонбури. Родные и друзья не могли связаться с Войтенко с 29 декабря. Тело российского журналиста было обнаружено 1 января, когда таиландская полиция вскрыла его квартиру по просьбе родственников, находившихся в России.

## Политические взгляды
В своем издании заявляет: «Если русофобия, это нелюбовь к российской Империи, то я давний и страстный русофоб». В числе фактов, особенно его раздражающих, упоминает о том, что Россия не обеспечила ветеранов Великой Отечественной войны жильем, достойной пенсией и заслуженными наградами, что после войны из городов СССР куда-то внезапно исчезли калеки-фронтовики, что после развала СССР русскоязычные граждане были брошены в бывших республиках Средней Азии и на Кавказе, о крепостном праве в виде прописки и регистрации.
В 2014 году осудил действия РФ на Украине: «Не всякая шпана на улице позволит себе то, что позволила Россия. Есть полные отморозки, способные ударить в спину тяжелого больного, или старика, отобрать у жертвы все и затем еще помочиться жертве на голову».